# Henry Walker
William Henry Walker (ur. 9 października 1987 w Huntington) – amerykański koszykarz, występujący na pozycji obrońcy oraz skrzydłowego, aktualnie zawodnik Shiga Lakestars.
27 lipca 2015 roku został zwolniony przez Miami Heat.
2 stycznia 2018 został zawodnikiem tureckiego Galatasaray.
11 lutego 2019 dołączył do japońskiego Shiga Lakestars. 3 maja przedłużył umowę z klubem.

## Osiągnięcia
Stan na 23 lipca 2019, na podstawie, o ile nie zaznaczono inaczej.
NCAA
- Uczestnik turnieju NCAA (2008)
- Zaliczony do:
  - I składu:
    - debiutantów Big 12 (2008)
    - najlepszych pierwszorocznych zawodników Big 12 (2008)

  - III składu All-Big 12 (2008)

Drużynowe
- Mistrz Chorwacji (2016)
- Zdobywca pucharu Chorwacji (2016)

Indywidualne
- Zaliczony do składu Honorable Mention Showcase (2009)[4]